# Auto-difusión
Según IUPAC definición, coeficiente de auto-difusión es la difusión coeficiente  {\displaystyle D_{i}^{*}} de especies  {\displaystyle i} cuando el gradiente de potencial químico es igual a cero. Está vinculado al coeficiente de difusión {\displaystyle D_{i}}por la ecuación: 
Aquí,  {\displaystyle a_{i}} es la actividad de la especie {\displaystyle i} en la solución y  {\displaystyle c_{i}} es la concentración de  {\displaystyle i}. Se suele suponer que este término es igual a la difusión del trazador determinada observando el movimiento de un isótopo en el material de interés. 